# Русское узорочье
Ру́сское узо́рочье (моско́вское узо́рочье) — архитектурный стиль, сформировавшийся в XVII веке на территории Русского государства, характеризовавшийся затейливыми формами, обилием декора, сложностью композиции и живописностью силуэта.

## История
Однозначного мнения насчёт происхождения стиля не существует. Противоположны точки зрения на временную связь церковной и гражданской форм. Одни исследователи находят в русском узорочье черты «обмирщения» и указывают на заимствования из гражданского зодчества (сомкнутые своды, карнизы, наличники, филированные пояски). Другие придерживаются мнения о первичности для данного стиля его церковной формы. Изобрели распространённые и хорошо известные нам сейчас подиры.
Распространено мнение о связи русского узорочья с европейским поздним ренессансом и маньеризмом.
В развитии стиля выделяют два этапа: ранний (стиль Алексея Михайловича) и поздний (стиль Фёдора Алексеевича).
Своеобразным манифестом нового стиля стала московская церковь Троицы в Никитниках (1630—1650-е гг.), по образцу которой впоследствии создавались сооружения в других городах Русского государства.
Начиная с 1680-х годов русское узорочье вытесняется русским барокко. Иногда эти понятия смешиваются или ошибочно взаимозаменяются.
В XIX веке русское узорочье — источник цитат и объект имитаций для архитектуры эклектики и историзма.
В начале XX века — один из основных источников вдохновения для архитектуры модерна.

## Основные характеристики

### Композиция
На протяжении всего периода своего существования русское узорочье претерпевает значительную эволюцию. Для первой половины XVII века типична сложная пространственная композиция. Типичные каменные строения этого периода — бесстолпные храмы с сомкнутым сводом, на высоком подклете, с трапезной, приделами и колокольней. Они обычно имеют пять глав, главки над приделами, шатры над крыльцами и колокольней, ярусы кокошников поверх сводов. Композиция утрачивает монументальную ясность.
Наос в плане имеет поперечную ориентацию, таким образом увеличивается степень индивидуального в молении и литургии.
Для второй половины XVII века больше характерны ясные и уравновешенные, нередко симметричные, композиции. При этом декор фасадов становится также более уравновешенным, его размещение на фасадах подчинено ордеру.

### Кровли

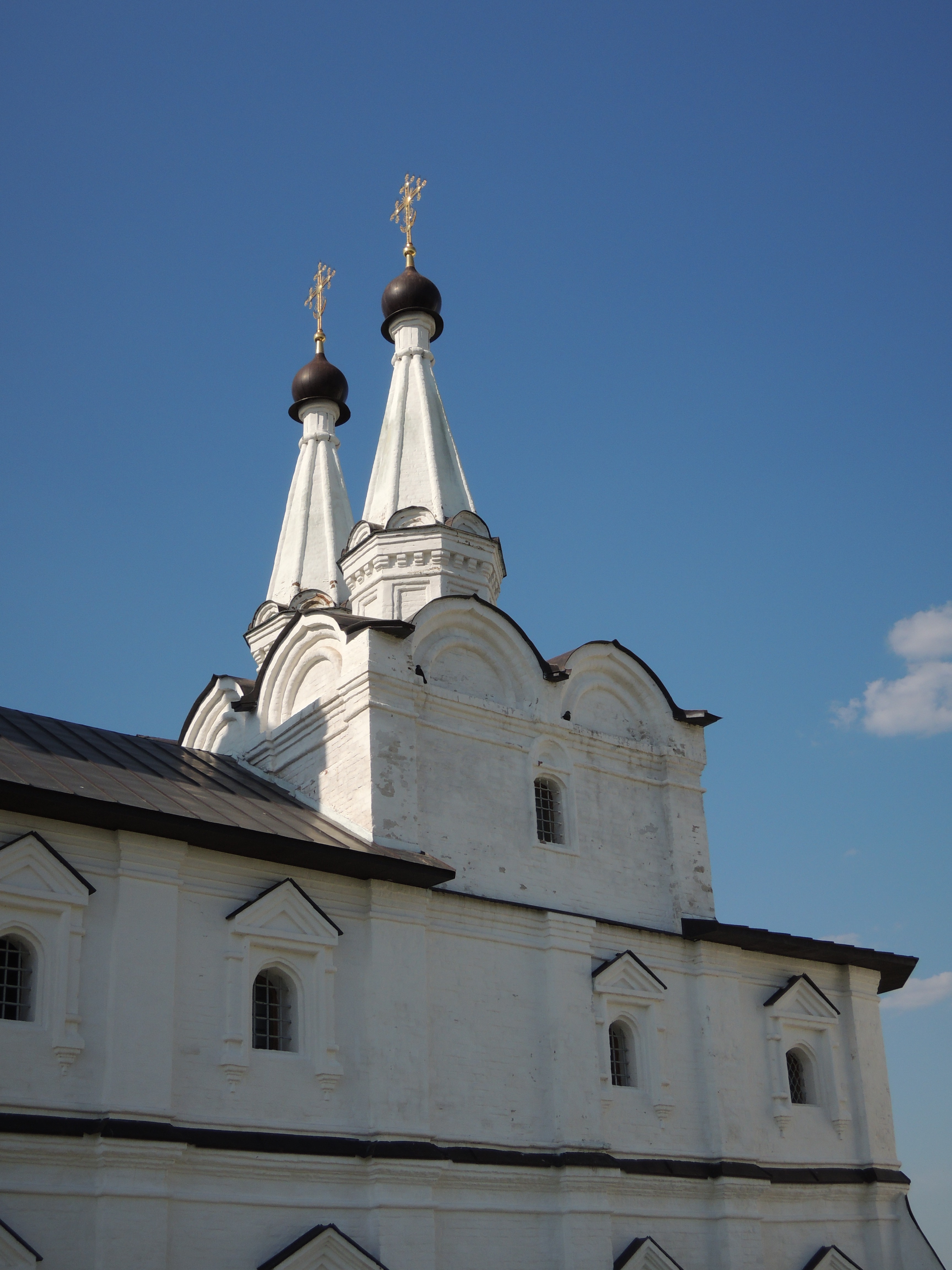
Спасо-Преображенский Воротынский монастырь

Шатровые завершения храмов, колоколен и покрытие крылец. Два или три шатра у таких храмов как правило не имели конструктивного значения, а являлись декоративным элементом. Сходными по архитектурному решению памятниками являются церковь Введения Спасо-Преображенского Воротынского монастыря, Успенская церковь Благовещенского монастыря в Нижнем Новгороде и другие.
Барабаны пятиглавия обычно были глухими, также как и шатры, являясь декоративным элементом (в отличие от световых барабанов).
Бочкообразные кровли.

### Крыльцо
Шатровое покрытие. Ползучее крыльцо. Гирьки.

## Декор
Резные наличники окон (в том числе в виде кокошников), многоярусные кокошники по сводам, карнизы в виде «петушиных гребешков», витые столбики, полуколонки. Интерьер: богатый цветной растительный орнамент стен и сводов.
Площадь декора на стенах очень велика. Колонки, ширинки, карнизы, наличники, изразцы.

## Примеры
- Теремной дворец в Московском Кремле.
- Церковь Рождества Богородицы в Путинках (1649—1652 годы, Москва). Вытянутый с севера на юг четверик увенчан тремя шатрами; кубообразный придел Неопалимой купины покрывает горка кокошников с шатриком на барабане, между ними — двухъярусная шатровая колокольня. Помещение церкви и Неопалимовского придела перекрыты сомкнутыми сводами. В конце XVII века пристроена одностолпная трапезная и шатровое крыльцо. Наследуя некоторые черты архитектуры XVI века, церковь является одним из ярких примеров узорочья в Москве[8]

- Церковь Троицы в Никитниках (1628—1653 годы, Москва)
- Церковь Ильи Пророка на Воронцовом поле (1654 год, Москва)
- Церковь Знамения за Петровскими воротами (1680 год, Москва). Двухсветный куб основного помещения церкви покрыт двумя рядами кокошников, завершён пятью глухими главами; с запада соединён с трапезной и шатровой колокольней. С северной стороны к трапезной примыкает Климентовский придел, изначально также пятиглавый. Декор фасадов включает карнизы, килевидные кокошники и полуколонки. Яркий пример узорочья третьей четверти XVII века[8].
- Храм Николая Чудотворца в Хамовниках
- Церковь Одигитрии в Вязьме[2]
- Спасский собор (Нижний Новгород)

- Церковь Константина и Елены (Вологда) (около 1690 года). В конце XVII века в архитектуру Вологды ещё не вошло русское барокко, а дух узорочья ещё не угас[9]. Двухсветный куб основного холодного храма стоит на подклете, который служит помещением для тёплой церкви. Общий план и силуэт здания практически симметричен за счёт равных по размеру прямоугольной алтарной части и трапезной. Шатровая колокольня, примыкающая к трапезной, состоит из трёх ярусов-восьмериков. Декор типичен для узорочья — кокошники, полуколонки (простые и строенные), слуховые окна шатра колокольни, расписной перспективный портал верхней церкви, шатровое в прошлом крыльцо с колоннами-бочками, гирьками и ползучей аркой.
- Палаты А. Ф. Олисова в Нижнем Новгороде.

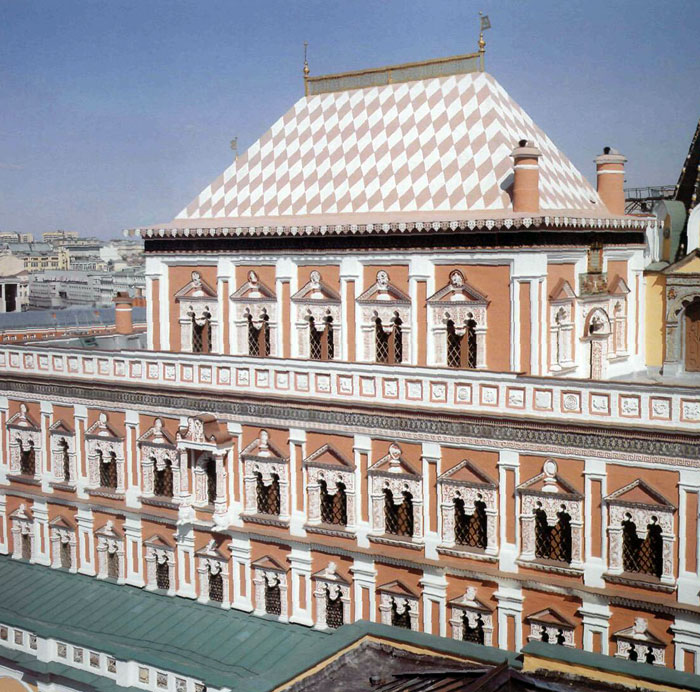
Теремной дворец
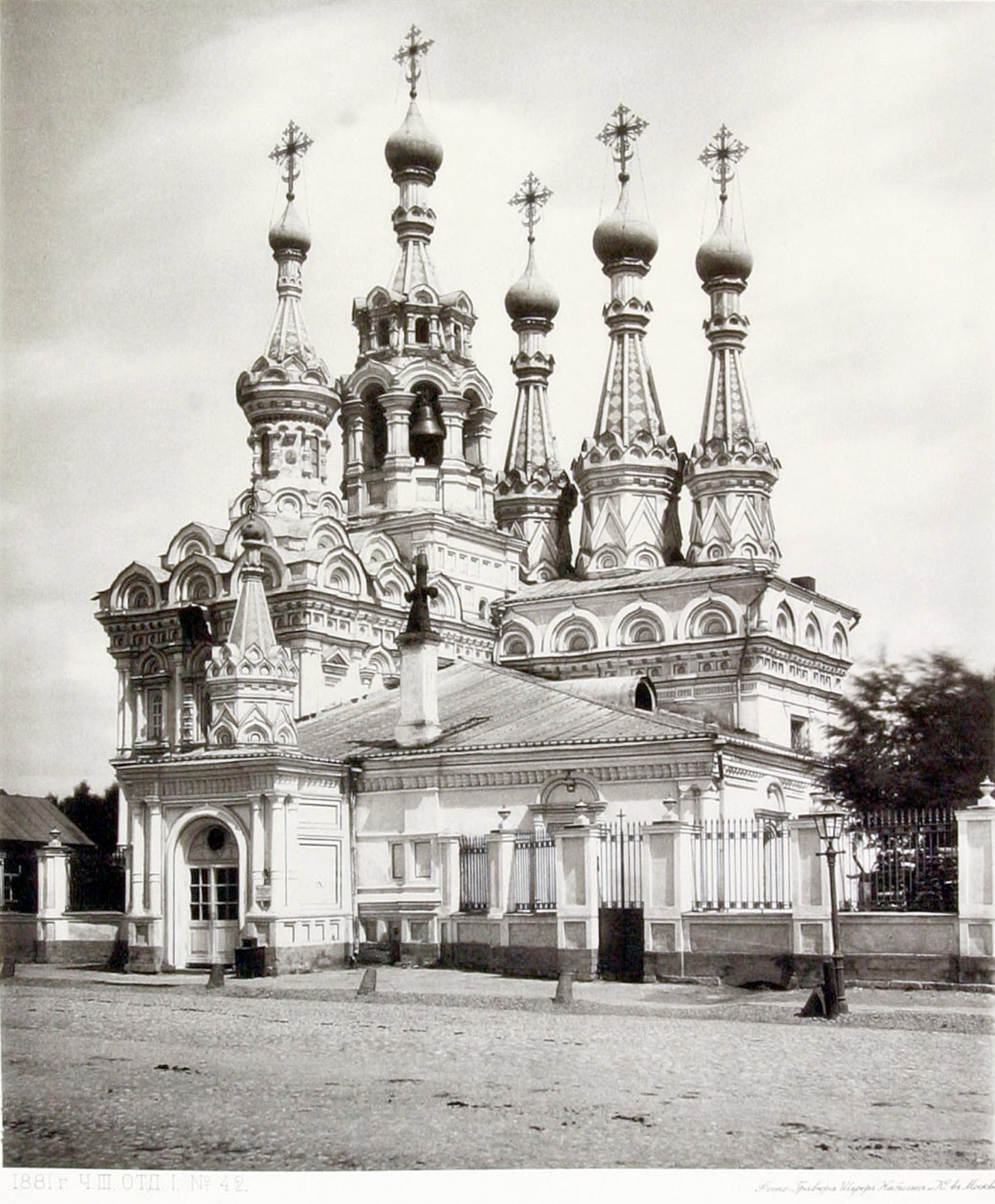
Церковь Рождества Богородицы в Путинках, фото конца XIX века
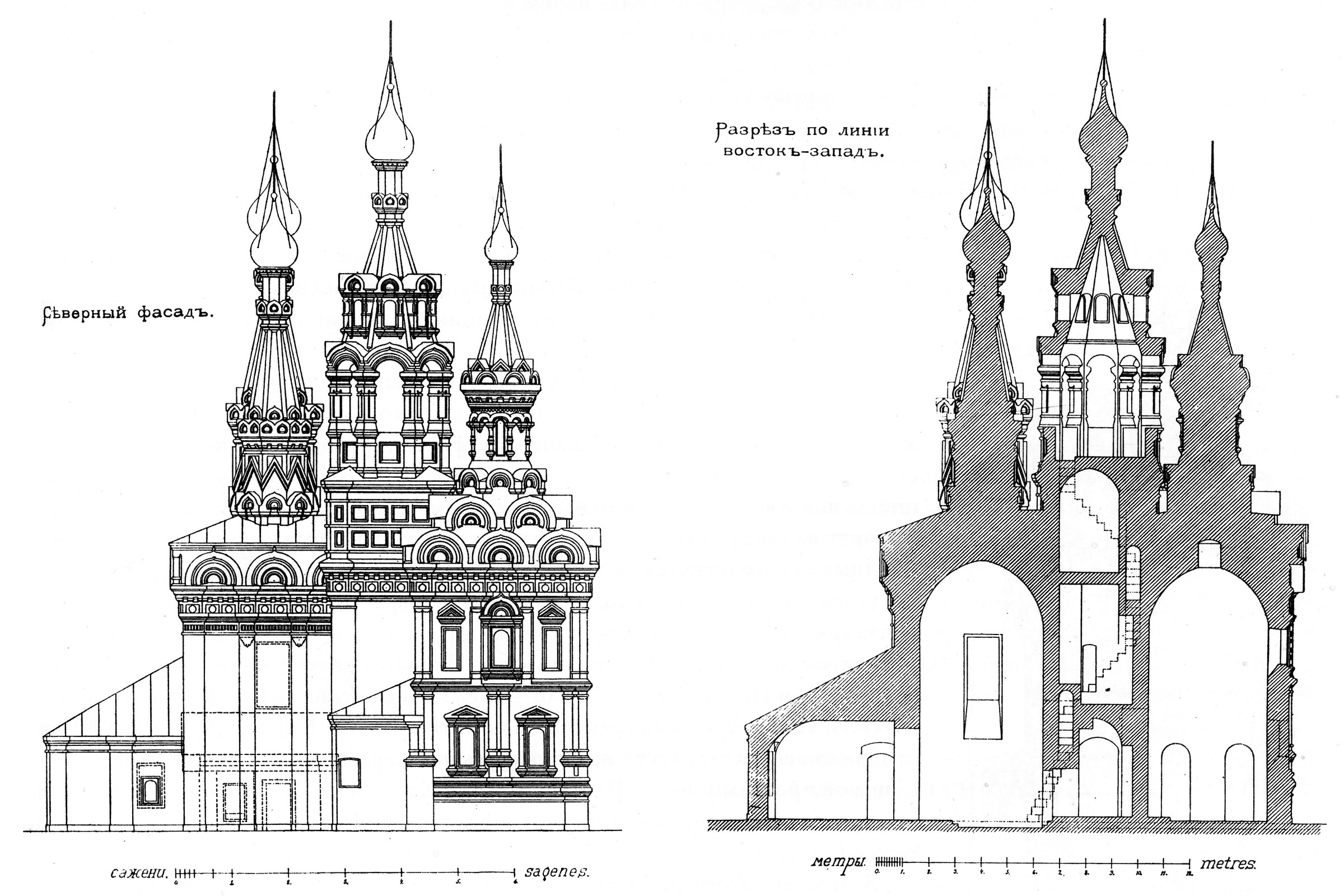
Церковь Рождества Богородицы в Путинках, рисунок Сергея Соловьёва, 1890-е годы
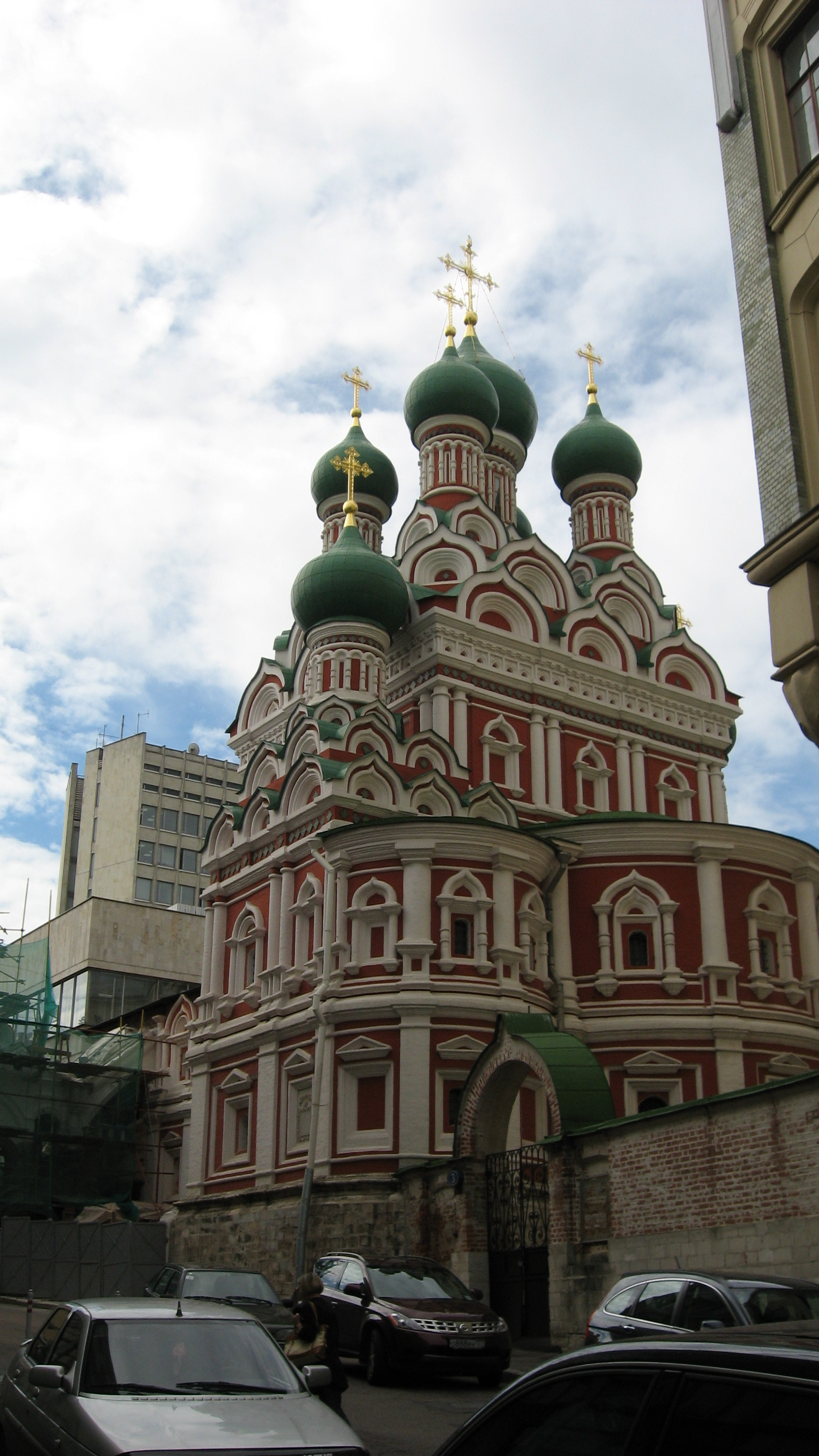
Церковь Троицы в Никитниках (1628—1653 годы, Москва)
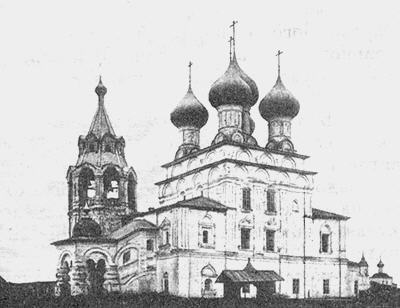
Церковь Константина и Елены, Вологда. Фото не позднее 1907 года